# ビミニ島
ビミニ島（ビミニとう、英: Bimini Insula）は、土星の衛星タイタンのクラーケン海のほぼ中央部に位置する島。
島の直径は約39キロメートル。アラワク族の伝説「Beemeenee（ビーミーニー）」または「ビミニ」に関連している。伝説によるとビミニには若返りの泉があるという。